# Alam al-Din al-Hanafi

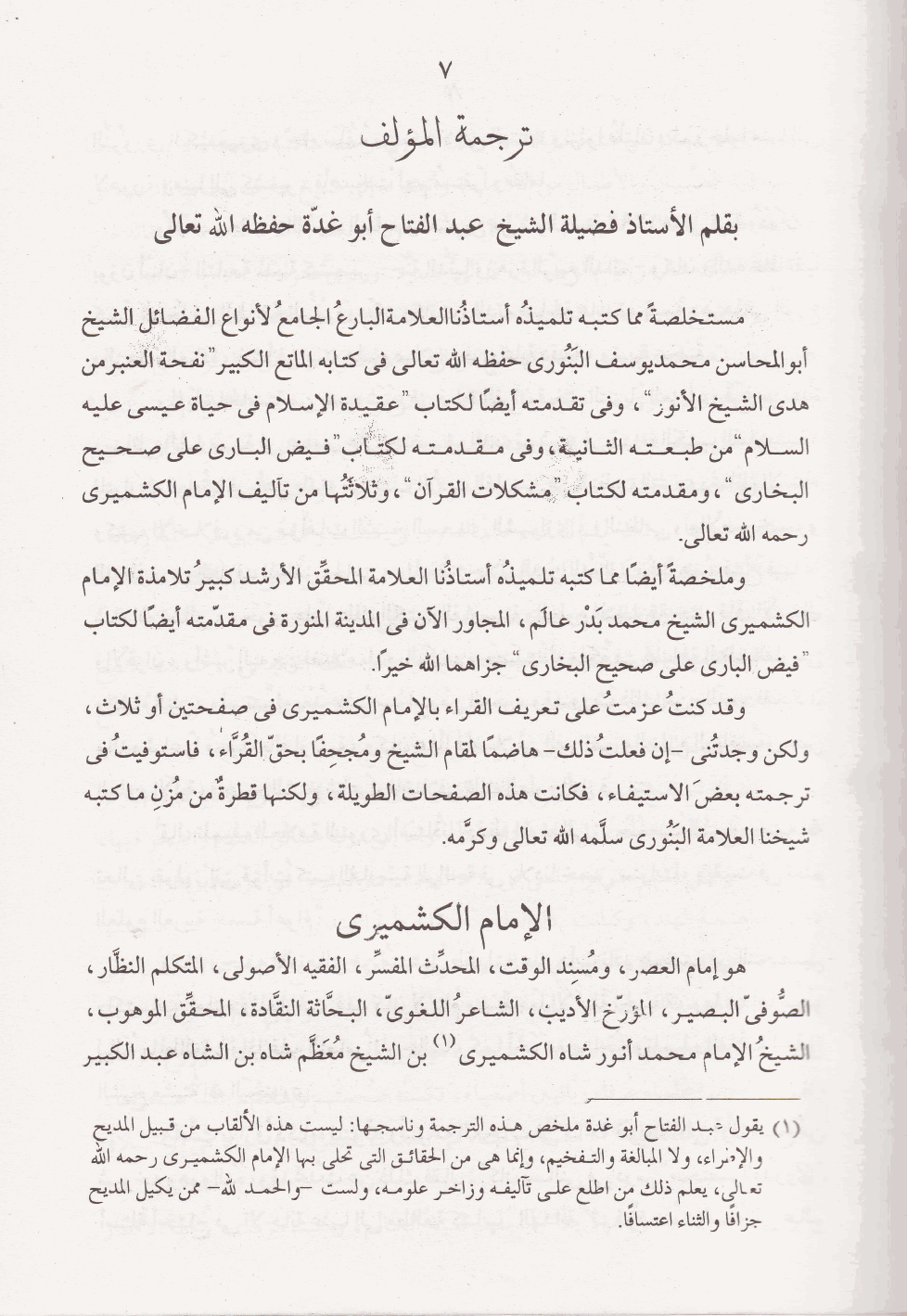
Il primo folio in Lingua araba del 1424 sull'Imām Shāh al-Kashmīrī, con alcune citazioni su ʿAlam al-Dīn al-Ḥanafī.

ʿAlam al-Dīn al-Ḥanafī, o più in esteso, ʿAlam al-Dīn b. al-ʿĀbidīn Qayṣar b. Abī l-Qāsim b. ʿAbd al-Ghānī al-Kātib al-Ḥanafī (in arabo علم الدين ﺑﻦ العابدين بن الحنفي‎?), soprannominato "Taʿāsīf" (Alto Egitto, 1178 – Damasco, 1251) è stato un matematico, astronomo e ingegnere arabo.

## Biografia
ʿAlam al-Dīn al-Ḥanafī nacque nel Ṣaʿīd egiziano, figlio del noto maestro egiziano al-ʿĀbidīn b. al-Ḥanafī. Degli scritti biografici rimane solo una traduzione letterale che inizia citando Ibn Hazm dar al-Hadiyya, che commentatava il Nostro con la frase e molti sunti pervennero da questo lavoro e vari commenti sul Tanwīr (in arabo). 
Ibn al-ʿĀbidīn al-Ḥanafī venne qualificato come un uomo "tra i più importanti dei Suoi servi giusti" (in arabo من عباده المعمرين الصالحين‎?). 
Quando era ancora giovane, gli studenti del padre al-ʿĀbidīn procedettero dopo la sua morte alla vendita dell'intera sua biblioteca. La maggior parte delle opere venne in possesso dello Shaykh ʿAbd al-Ghānī che fissa l'anno della morte dello Shaykh Ibrāhīm Bajūrī al 1216.
Da alcuni testi sacri arabi è possibile citare:
Fu a Mossul e poi in Siria, in cui soggiornò per il resto dei suoi giorni, dedicandosi a studi di ingegneria e astronomia.
Di un suo viaggio a Istanbul in Turchia rimangono invece poche tracce, esemplificate dalla frase araba ( ولا يعلم العلم إلا لأهله ولا يكتمه عن أهله ), cioè «Si insegna la conoscenza solo a coloro che ne sono degni e non la si nasconde a quanti ne sono degni» e inoltre «Una volta che si impara da questa, solo allora si potrà studiare l'ascetismo» .
Le sue frasi principali riguardano la saggezza umana, di quanti sono «nobili nei fatti e nella carità», nonché l'orgoglio esteriore (definito takabbur) e l'orgoglio interiore (chiamato kibr). Numerose le sue note a riguardo dei difetti delle persone, utili «a individuarne le colpe...» .

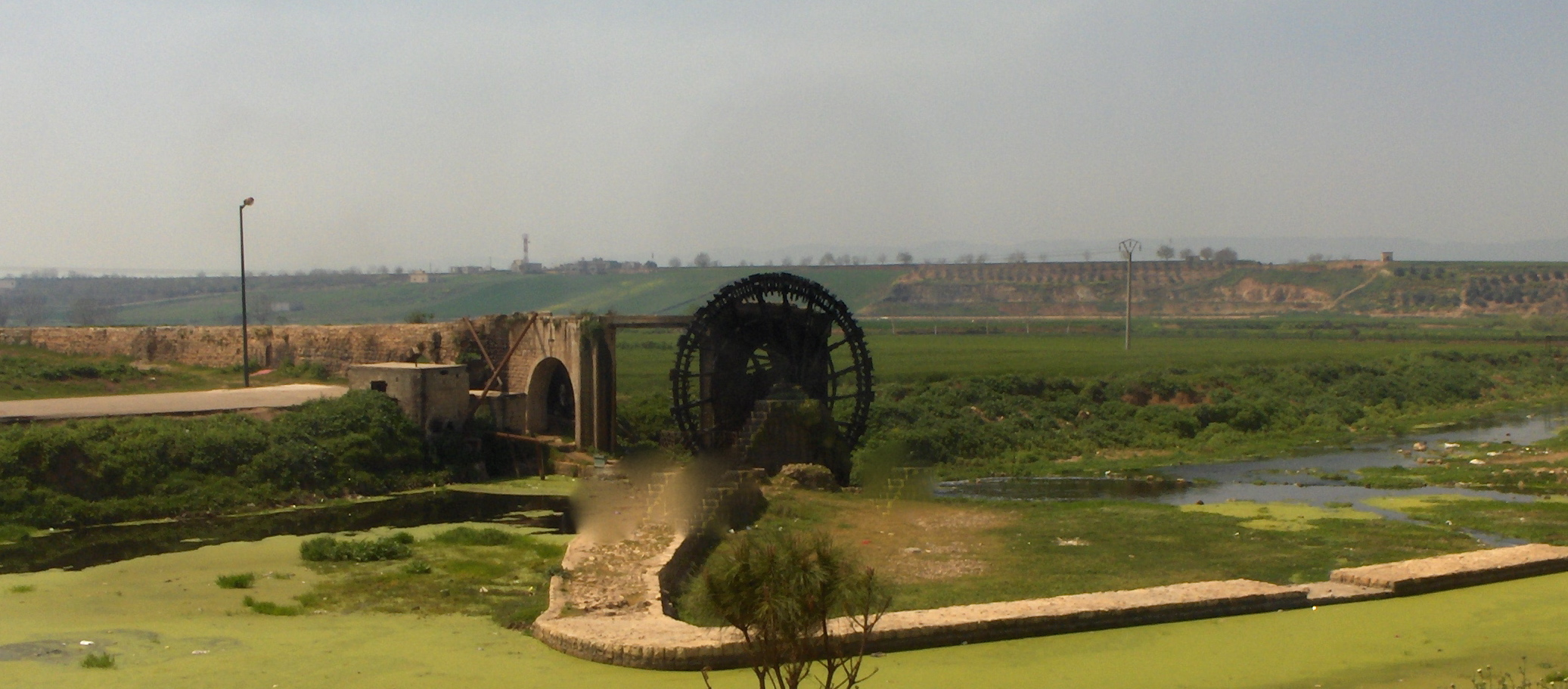
Tipica noria sul fiume Oronte

ʿAlam al-Dīn al-Ḥanafī inoltre scrisse un trattato sulla geometria euclidea, progettò mulini ad acqua e fortificazioni sul fiume Oronte, e costruì il secondo globo celeste arabo più antico esistente al mondo, cioè la rappresentazione di stelle e costellazioni come si trovano nella sfera apparente del cielo. Il globo celeste veniva utilizzato da ʿAlam al-Dīn al-Ḥanafī soprattutto per alcuni calcoli astronomici, astrologici e a puro intento decorativo.
Alcuni tra i suoi mulini ad acqua e fortificazioni sul fiume Oronte, sono considerate le migliori opere d'Ingegneria idraulica araba e numerose resistono tuttora al tempo.

## Opere
- Sunti vari, alcuni con dei commenti sul Tanwir (in arabo)
- Trascrizioni, alcune trascrizioni di date di personaggi arabi illustri
- Manoscritti vari, su alcuni sinonimi arabi, sui detti arabi e note sulla saggezza degli uomini
- Traduzioni, di opere in Lingua araba
- Trattati, sul trattato relativo ai postulati di Euclide
- Progetti, di ingegneria sui mulini ad acqua e fortificazioni fluviali
- Astronomia, costruì su incarico del sultano ayyubide al-Malik al-Kāmil, nipote di Saladino, per farne dono all'Imperatore Federico II di Svevia una sfera celeste, che era il secondo manufatto più antico esistente all'epoca